# Sam Mack
Sam Mack (Chicago, 26 maggio 1970) è un ex cestista statunitense, professionista nella NBA e in Russia.

## Palmarès
- All-CBA Second Team (1996)
- Miglior marcatore IBL (2001)
- Miglior marcatore CBA (2005)